# Verbascum mallophorum
Verbascum mallophorum är en flenörtsväxtart som beskrevs av Pierre Edmond Boissier och Heldr.. Verbascum mallophorum ingår i släktet kungsljus, och familjen flenörtsväxter. Inga underarter finns listade i Catalogue of Life.